# Гуляницкий, Иван

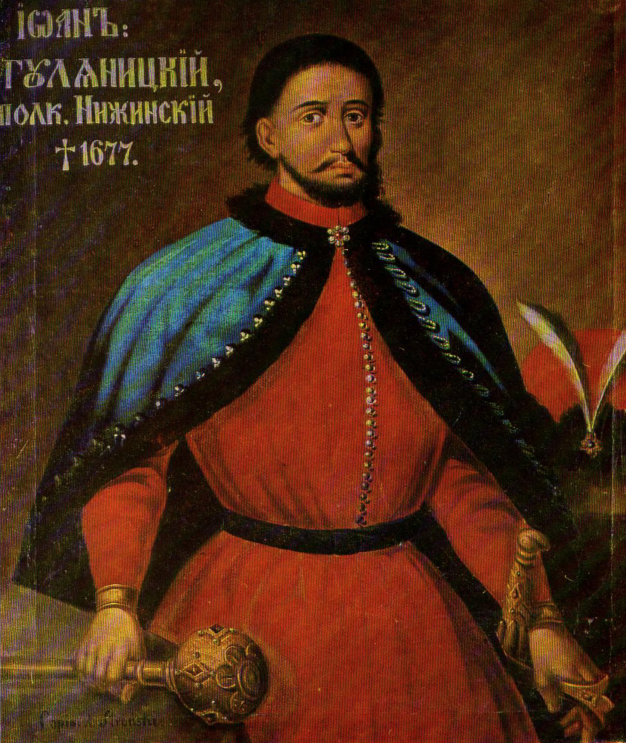
Украинский деятель

Ива́н Гуляни́цкий — государственный деятель времен Гетманщины, полковник нежинский и корсунский (1654—1659), приказный полковник Стародубского полка (1657). Воспитанник Киево-Могилянской академии.

## Биография
Происходил из старинного разветвленного рода украинской православной шляхты, известного с 1516, родовым гнездом которого было село Гуляники Луцкого уезда на Волыни.
Учился в Киево-Могилянской академии в 1630-х годах.
Основные черты биографии Ивана трудно установить, поскольку в источниках его постоянно путают с его родственником (братом) Григорием Гуляницким, активным участником национально-освободительной войны украинского народа 1648—1658 годах, полковником, приказным гетманом во времена гетманата Ивана Выговского и Юрия Хмельницкого героя обороны Конотопа от московских войск и Конотопской битвы 1659 года.
Иван назван среди реестровых казаков Корсунского полка (1649), участвовал в ряде важных сражений Национально-освободительной войны, в частности в Жванецкой. Отказался присягать царю после Переяславского совета 1654 года.
5 января 1655 г. вместе с Богданом Хмельницким, Иваном Выговским и Павлом Тетерей принимал в Белой Церкви московское посольство во главе с А. Матвеевым. В 1654—1659 годах был нежинским и корсунским полковником, весной — летом 1657 года назначен наказным полковником Стародубского полка. Очевидно, что Иван вместе с Григорием Гуляницким участвовал в строительстве Свято-Онуфриевского монастыря под Корсунем, где позже митрополит Киевский, Галицкий и всея Руси Дионисий Балабан постриг в монахи Юрия Хмельницкого.
Род Гуляницких в годы Руины осел в Северской области и был достаточно известен в XVIII—XIX веке.